# Désiré-Joseph Mercier
Pour les articles homonymes, voir Mercier.
Désiré-Joseph Mercier, désigné souvent comme le cardinal Mercier, né le 21 novembre 1851 à Braine-l'Alleud et mort le 22 janvier 1926 à Bruxelles, est un cardinal belge de l'Église catholique, primat de Belgique, 16e archevêque de Malines (1906-1926), et une figure marquante des débuts de l'œcuménisme comme de la résistance nationale face à l'occupation allemande de la Belgique lors de la Première Guerre mondiale.
Le cardinal Mercier a également fondé à Braine-l'Alleud le collège Cardinal Mercier.

## Éléments biographiques

### Jeunesse
Désiré Félicien François Joseph Mercier est né au château du Castegier à Braine-l'Alleud, cinquième enfant et premier garçon de Paul Mercier, commerçant, et de Barbe Croquet (sœur d'Adrien Croquet, un prélat désigné pour l'Oregon où il arriva le 21 octobre 1859, et s'installa l'année suivante à la réserve indienne de Grand Ronde).

### Prêtre et philosophe
Il est ordonné prêtre le 4 avril 1874 et obtient son doctorat en théologie en 1877. Avec l'appui du pape Léon XIII, il introduisit en Belgique l'enseignement de la philosophie thomiste. À ce titre, il est considéré comme le principal artisan du néothomisme. Convaincu du fait que la décadence de la scolastique devait être imputée à l'ignorance des sciences positives, Désiré-Joseph Mercier entreprend alors de rénover la philosophie naturelle du thomisme, à savoir la psychologie et la cosmologie. Critiquant Descartes, il pense que la métaphysique d'Aristote et de Thomas d'Aquin se montre en harmonie parfaite avec toutes les expériences scientifiques et fournit le cadre d'une vraie « philosophie scientifique ».
De l'œuvre philosophique des modernes, il retient la méthode critique qui traite de la valeur de nos connaissances et du fondement des sciences. Il soumet donc le thomisme à cette méthode. Il ressort de sa Critériologie que le réalisme modéré de Thomas d'Aquin est la vraie solution du problème. De cette orientation moderniste découle son scepticisme à l'égard de l'absolutisme papal et de la notion d'Immaculée Conception, ce dont il se garde de faire état publiquement, mais qu'il lui arrive de confier à des intimes[réf. nécessaire].
Enfin, Désiré-Joseph Mercier décide d'abandonner le latin et d'exposer le thomisme en français, ce qui le fait accuser de modernisme au Vatican.[réf. nécessaire]
Professeur de philosophie à l'Université catholique de Louvain, sa chaire est transformée en Institut supérieur de philosophie en 1889. Cet institut est à l'origine d'une école philosophique originale dont la revue Néoscolastique, dirigée par Mercier lui-même, est l'organe de diffusion principal. Il participe également à la rédaction du Code social chrétien, composé par des sociologues d'une association chrétienne sous sa présidence. Il devient président du séminaire Léon XIII le 27 juillet 1892.

### Évêque et cardinal

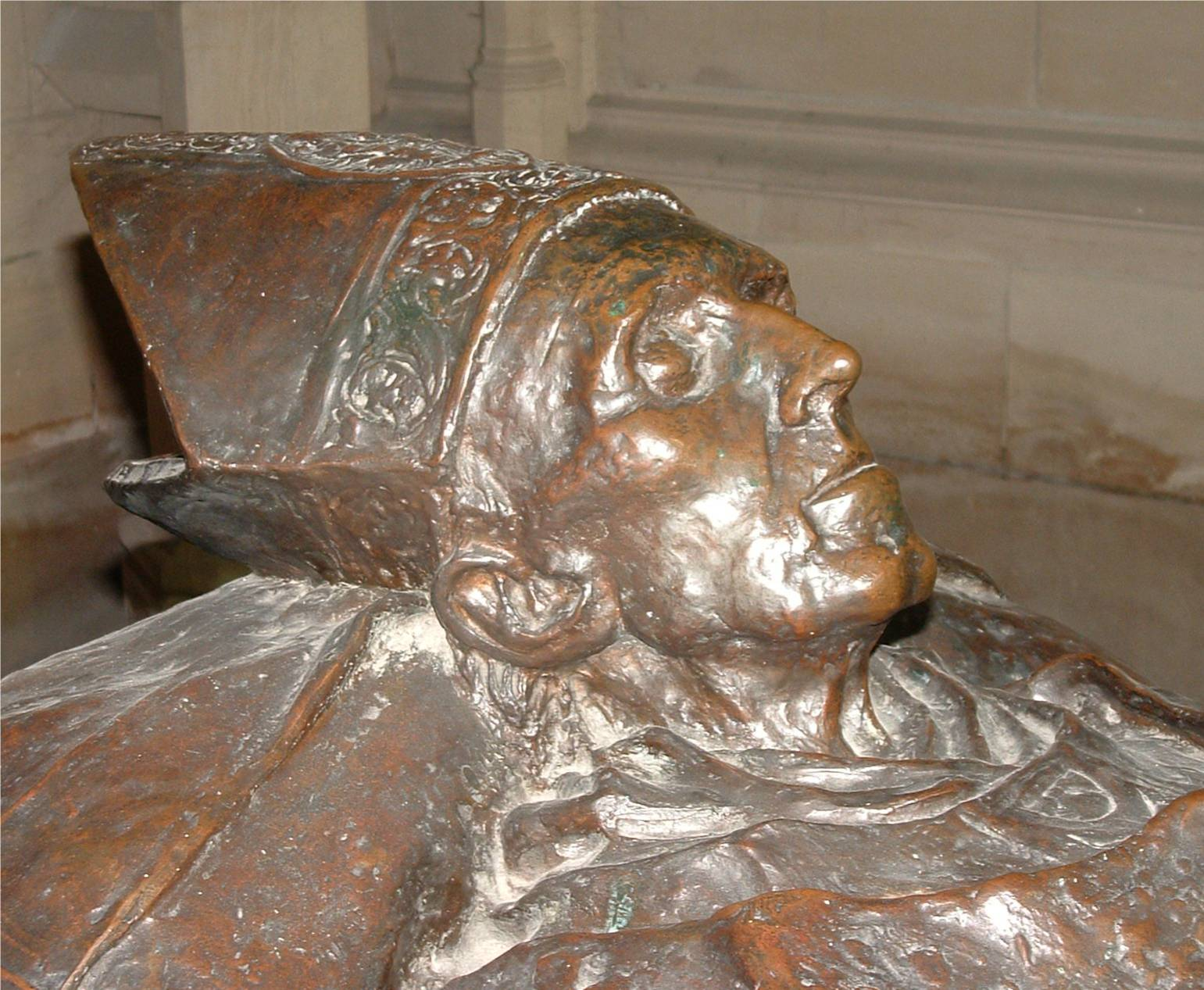
Tombeau du cardinal Mercier dans la cathédrale Saint-Rombaut de Malines.

Nommé archevêque de Malines le 21 février 1906, il est consacré le 25 mars de la même année et succède au cardinal Goossens. Il est créé cardinal en 1907 avec le titre de cardinal-prêtre de Saint-Pierre-aux-Liens.
Dans sa lettre pastorale de carême de 1908, il soutient l'encyclique Pascendi Dominici Gregis qui rejette le modernisme, il condamne nommément George Tyrrell
 — alors que l'encyclique ne citait pas de nom — et dénonce la théorie de l'évolution, une hypothèse « même pas avérée dans le champ restreint de la formation des espèces végétales ou animales ». George Tyrrell lui répond la même année dans son livre Médiévalisme : une réponse au cardinal Mercier.
Il dirige son diocèse pendant la difficile période de la Première Guerre mondiale. Intervenant publiquement contre les excès des autorités allemandes d'occupation, notamment contre la famine découlant de leurs saisies alimentaires, il publie des lettres pastorales lues dans les églises sur le thème du patriotisme, soutenu par une résistance passive résolue de la part des civils. Cette attitude de défi face à l'envahisseur lui vaut une grande popularité, même parmi les non-catholiques. Dans l'après-guerre, il est l'un des artisans du rapprochement avec l'Église anglicane par les conversations de Malines et est l'un des ardents partisans du père Vincent Lebbe dans son action en Chine.
Le cardinal Mercier s'est opposé à des revendications du mouvement flamand, en particulier la scission de l'université catholique de Louvain.
Selon un prêtre flamand, il lui aurait expliqué lors d'un entretien sa vision sur la coexistence des Flamands et francophones en Belgique : « Moi, je suis d’une race destinée à dominer, et vous d’une race destinée à servir. » (Source ?).  Roland Ferrier relève quelques indices des sentiments wallons du cardinal: les drapeaux wallons arborés en public pour la première fois à Nivelles, lors de sa venue dans cette ville le 22 juin 1913, l'autorisation accordée à l'abbé Omer Englebert de siéger à l'Assemblée wallonne en 1923, un appui écrit à l'abbé Jacques Mahieu au tout début de son action wallonne selon le Pourquoi pas? du 12 mars 1937, le soutien au député catholique Max Pastur dans sa critique de l'implantation du Boerenbond en Brabant wallon… Certains militants wallons de cette époque étaient, à l'image du cardinal Mercier, à la fois patriotes belges et « patriotes » wallons (si le terme « patriote wallon » peut convenir). En Flandre, certains militants flamands l'auraient alors surnommé « Vlamingenhater » (Le Haïsseur de Flamands).
Mercier n'avait à priori rien contre la culture ou la langue des Flamands, très présents dans les structures catholiques, mais restait cependant persuadé — comme beaucoup à cette époque — de la supériorité du français, langue de culture et de science, au rayonnement mondial.

## Rôle lors de la Première Guerre mondiale

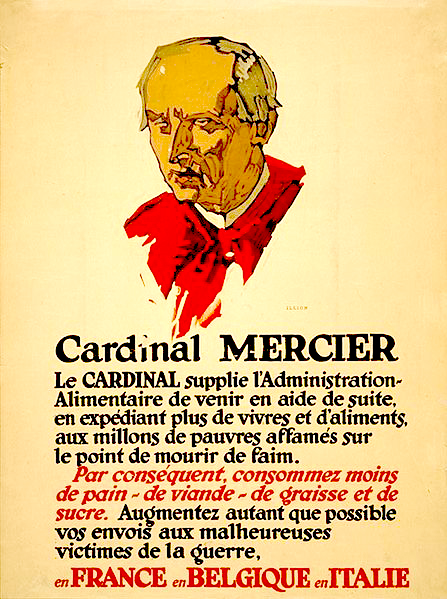
Appel du cardinal Mercier à soulager les victimes de la faim en 1917.

Revenant du conclave de 1914 organisé à Rome à la suite du décès du pape Pie X, il est passé par le port du Havre et y a côtoyé les blessés de guerre. Il retrouve sa cathédrale Saint-Rombaut de Malines en partie détruite et treize prêtres de sa paroisse tués. Il écrit alors la lettre pastorale Patriotisme et Endurance, distribuée le jour de Noël 1914, lue et publiée le 1er janvier 1915, sous le manteau, car le service postal était bloqué par l'occupant. Il proclame que les Belges ne doivent ni respect ni obéissance à un pouvoir occupant le pays par la force, autorité non légitime. Cette lettre de résistance fit forte impression, le gouvernement et le roi étant hors du pays. Il fut un moment arrêté pour sa propagande. Il entra aussi en opposition avec le gouverneur allemand de la Belgique occupée, Moritz von Bissing, à propos des cultivateurs qui étaient envoyés dans des usines allemandes. Cette notion de l'autorité non légitime sera invoquée en 1941 par le procureur du Roi Lucien Van Beirs, ce qui entraînera sa déportation au camp de concentration de Buchenwald.
Lors d'un voyage à Rome en 1916, où il fit sa traditionnelle visite au pape Benoit XV, il lui fut ménagé par l'entremise d'Albert Besnard (alors directeur de la Villa Médicis) une entrevue secrète avec Aristide Briand, président du Conseil français. Les Allemands ne s'étaient pas opposés à ce voyage à la condition qu'il ne fît aucune propagande sur ce qu'il avait vu et entendu dans la Belgique occupée. Un portrait de lui par Albert Besnard fut exécuté à l'occasion de ce séjour.

## Collège Cardinal Mercier
Le cardinal a laissé son nom au collège Cardinal Mercier, établissement scolaire primaire et secondaire dans sa commune natale de Braine-l'Alleud. L'idée de cette école revient d'abord au doyen de Braine-l'Alleud qui avait ensuite obtenu l'accord du cardinal Mercier pour bâtir une école. Un tout jeune prêtre, l'abbé René Verbruggen, se verra chargé par le cardinal le 23 septembre 1923, jour même de son ordination, la tâche de superviser la création du collège et d'en devenir le premier directeur. L'école ouvrira en mai 1924 avec quatre élèves dans des installations temporaires, son site toujours actuel, reprenant un modèle de campus avec des pavillons, n'étant pas encore construit. Le cardinal Mercier ne verra pas l'achèvement des travaux. Il s'y est rendu en novembre 1925 pour constater l'avancée du chantier avant de mourir deux mois plus tard. Le collège Cardinal-Mercier est aujourd'hui le plus grand établissement scolaire de Braine-l'Alleud et accueille près de 2 700 élèves.

## Devise
« Apostolus Jesu Christi »

## Honneurs
Il a reçu le titre de docteur honoris causa de l'université Jagellonne de Cracovie en 1918.
En Belgique et hors de Belgique, plusieurs voies publiques portent le nom du cardinal Mercier : une rue dans le 9e arrondissement de Paris depuis 1926 ; une avenue à Salzinnes, dans la proche banlieue de Namur ; une place à Jette, l'une des 19 communes bruxelloises ; une place à Liège ; une école à Schaerbeek ; une rue dans le centre de Bruxelles proche de la cathédrale Saints-Michel-et-Gudule à côté de laquelle s’élève une statue à son effigie (côté sud); une place à Louvain ainsi qu'une place et une rue à Louvain-la-Neuve, sous les fenêtres de la faculté de philosophie de l'UCL ; une rue à Virginal-Samme ; une place à Saint-Nicolas-Waes (Flandre Orientale) et à Wavre (Brabant wallon). Au Portugal, à côté de Lisbonne, une rue porte son nom dans la commune d'Avenidas Novas. Et bien sûr, le plus grand collège de Braine-l'Alleud porte toujours son nom.

## Décorations

### Belges
- Grand cordon de l'ordre de Léopold (en 1919)[10] ;
- Croix civique de 1re classe de 1914-1918.
- Médaille commémorative du règne de Léopold II.

### Étrangères
- Grand-croix de la Légion d'honneur (France)
- Grand-croix de l'ordre de la Couronne de chêne (Luxembourg)
- Grand-croix de l'ordre du Soleil (Pérou)
- Grand-croix avec collier de l'ordre de Charles III (Espagne)
- Grand-croix de l'ordre de l'Aigle-Blanc (Pologne)
- Grand-croix de l'ordre du Soleil-Levant (Japon)
- Grand-croix de l'ordre du Roi Carol (Roumanie)
- Grand-croix de l'ordre du Tigre (Chine)
- Commandeur de l'ordre du Christ (Portugal)
- Croix Pro Ecclesia et Pontifice (Vatican)
- Croix de 2e classe de la "Solidarité" (Panama)
- Croix de guerre (France)
- Croix de guerre (Italie)
- Médaille d'argent pour services distingués de la Croix-Rouge américaine
- Grande Croix de la Croix-Rouge russe

## Publications principales
- Patriotisme et Endurance. Lettre pastorale de S. E. le Cardinal D. J. Mercier… au Clergé et aux fidèles de son Diocèse, éd. s.t., 1914. Une édition de cette lettre pastorale a été éditée pour la Noël 1914 chez Burns & Oates LTD à Londres. Y est jointe une lettre du pape Benoît XV.
- Logique, vol. 1 du Cours de philosophie, éd. Institut supérieur de philosophie, 1897.
- Métaphysique générale ou ontologie, vol. 2 du Cours de philosophie, éd. Institut supérieur de philosophie, 1910.
- Psychologie, vol. 3 du Cours de philosophie, éd. Institut supérieur de philosophie, 1908.
- Critériologie générale ou théorie générale de la certitude, vol. 4 du Cours de philosophie, Institut supérieur de philosophie, 1911.
- Per crucem ad lucem. Lettres pastorales, discours, allocutions, etc., Éd. Bloud et Gay, 1920.
- Les origines de la psychologie contemporaine, éd. Alcan, 1908.
- À mes séminaristes, éd. Em. Warny, 1926.
- La vie intérieure. Appel aux âmes sacerdotales, éd. Warny, 1934.
- Justice et charité, lettres pastorales discours, allocutions, etc., éd. Bloud & Gay, 1919.
- Le modernisme, sa position vis-à-vis de la science, sa condamnation par le pape Pie X, éd. L'action catholique, 1907.
- Le Cardinal Mercier contre les Barbares. Lettres, Mandements, Protestations du Primat de Belgique pendant l'Occupation allemande, éd. Bloud et Gay, 1917.
- La Correspondance de S. E. Le Cardinal Mercier avec le gouvernement général allemand pendant l'occupation, 1914-1918, éd. Dewit, 1919.
- Le Christianisme dans la vie moderne, pages choisies, éd. Perrin, 1918.
- Œuvres pastorales, éd. Warny, Dewit, 1914.
- La définition philosophique de la vie, éd. Charpentier & J. Schoonjans, 1898.
- Lettres de S. E. le Cardinal Mercier au cours du martyre de la Belgique, éd. Action catholique, 1918.
- Voix de la guerre, éd. De Gigord, 1937.
- Code abrégé de la vie chrétienne, éd. R. & T. Washbourne, 1915.
- Les devoirs de la vie conjugale, éd. Fonteyn.
- La dévotion à Notre Seigneur Jésus-Christ et à sa divine Mère, éd. Godenne, 1915.